# Shafaq Nur Hanim
Shafaq Nur Hanim, död 1884, var gift med Egyptens khediv Ismail Pascha (regent 1863-1879).
Hon var en slav av tjerkessiskt ursprung som föll offer för slavhandeln på Svarta havet. Hon gavs enligt sed i gåva till khediven av hans mor Hoshiyar Qadin när han blev gammal nog att börja ha sexuellt umgänge. Khediven frigav henne och gifte sig med henne och hon blev en av hans fyra hustrur, med titeln "Den fjärde prinsessan".